# Estrada nacional 13 (Suécia)

A Estrada nacional 13 - em sueco Riksväg 13 ou Rv 13 - é uma estrada nacional sueca que atravessa diagonalmente a província da Escânia, de sudeste para noroeste.
Liga Ystad a Ängelholm, passando por Höör  e Klippan.
Tem uma extensão de 131 km.